# Linfoma di Hodgkin
Il linfoma di Hodgkin (un tempo denominato linfogranuloma di Hodgkin, malattia di Hodgkin o morbo di Hodgkin), abbreviato con la sigla LH, è una neoplasia che interessa i tessuti linfoidi secondari come i linfonodi. Il tumore maligno è generato dai linfociti B (una sotto-popolazione dei leucociti o globuli bianchi) e si distingue dalle leucemie in quanto sorge come massa distinta e non disseminata nel sangue e nel parenchima del midollo osseo.
Si distingue dagli altri linfomi (definiti genericamente linfomi non Hodgkin o LNH) in base a diversi aspetti patogenetici:
| Carattere                                                              | LH | LNH |
| ---------------------------------------------------------------------- | --- | --- |
| Sede di comparsa                                                       | - Linfonodi assiali (cervicali, mediastinici, paraortici). - È stata registrata una preferenza di comparsa nei linfonodi cervicali. - Solitamente la presenza del neoplasma è localizzata: compare in un singolo linfonodo o all'interno di un gruppo di linfonodi localizzato nella stessa catena. | - Linfonodi periferici. - Solitamente il linfoma non Hodgkin è disseminato: non interessa un particolare gruppo di linfonodi |
| Modalità di avanzamento                                                | - All'avanzare del neoplasma, esso interesserà gruppi di linfonodi tra loro contigui | - Incostante; può interessare gruppi di linfonodi non collegati direttamente                                                 |
| Presenza extranodale (diffusione del tumore al di fuori dei linfonodi) | - Atipica | - Frequente |

Oltre agli aspetti patogenetici, la neoplasia si distingue dai LNH per le seguenti proprietà: 
- istologiche: la presenza di cellule tumorali giganti tipiche (cellule di Reed-Stenberg), e di un abbondante infiltrato non tumorale, da esse reclutato, costituito soprattutto da leucociti mononucleati;
- cliniche e terapeutiche: il decorso è tipicamente prevedibile (con precisa stadiazione), e la prognosi ottima (sia come sopravvivenza che come morbilità), grazie all'efficacia della terapia chemio e radioterapica.

Vi sono due tipi principali di linfoma di Hodgkin: il linfoma classico di Hodgkin e il linfoma di Hodgkin nodulare a predominanza linfocitaria. La diagnosi viene confermata quando vengono trovate nei linfonodi delle cellule di Hodgkin come le cellule di Reed-Sternberg.
I sintomi possono includere febbre, sudorazione notturna e perdita di peso. Spesso si nota anche l'ingrossamento dei linfonodi nel collo, nell'ascella o nell'inguine. Coloro che sono colpiti possono sentirsi stanchi o pruriginosi.
Circa la metà dei casi di linfoma di Hodgkin è dovuta al virus Epstein-Barr (EBV). Altri fattori di rischio includono precedenti familiari della condizione e l'AIDS.
Il linfoma di Hodgkin può essere trattato con la chemioterapia, la radioterapia e con il trapianto di cellule staminali. La scelta dell'approccio terapeutico dipende soprattutto da come si è sviluppata la malattia e dalle sue caratteristiche. Se il trattamento avviene precocemente spesso è possibile ottenere la guarigione. Negli Stati Uniti, la percentuale di persone che sopravvivono a 5 anni è del 86,6 per cento. Per coloro che hanno meno di 20 anni la percentuale di sopravvivenza a 5 anni è del 95 per cento Tuttavia, la radioterapia e alcuni farmaci chemioterapici possono aumentare il rischio di incorrere in altri tumori, in malattie cardiache o polmonari nei decenni successivi.
Nel 2015 circa 574000 persone hanno contratto il linfoma di Hodgkin e 23900 sono decedute. Negli Stati Uniti, lo 0,2% delle persone viene coinvolto nella condizione ad un certo punto della propria vita. L'età più comune per la diagnosi è tra i 20 ed i 40 anni. Il nome deriva dal medico inglese Thomas Hodgkin che descrisse la condizione per la prima volta nel 1832.

## Storia

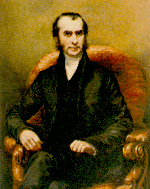
Thomas Hodgkin: colui che ha scoperto la malattia

Le prime descrizioni di quello che sarebbe stato in futuro denominato "Linfoma di Hodgkin" risalgono al XVII secolo. Si tratta di contributi che hanno portato a definire la patologia sotto diversi aspetti; nessuno di essi risulta esaustivo poiché con le vecchie strumentazioni non era possibile discernere la neoplasia da una condizione infiammatoria.

### Marcello Malpighi
I primi riferimenti al linfoma di Hodgkin si trovano nell'opera "De Viscerum Structura Exercitatio Anatomica", scritto da Marcello Malpighi nel 1666: egli descrisse il caso di una donna diciottenne che all'esame autoptico presentava noduli in sede splenica.

### Thomas Hodgkin e Samuel Wilks
Thomas Hodgkin, medico e curatore d'arte del museo interno al Guy's Hospital di Londra, elaborò in seguito una raccolta denominata "“On some morbid appearances of the absorbent glands and spleen” ("Sugli aspetti di morbosità delle ghiandole endocrine e della milza) che venne letta dal segretario della Società medica e chirurgica di Londra nel gennaio del 1832. Nella relazione veniva fatto un riferimento al lavoro di Marcello Malpighi e veniva descritta di una nuova sindrome clinica, spesso coesistente alla tubercolosi, ma differente da questa poiché interessava la milza ed un aumento in dimensioni dei linfonodi (solitamente indolore).
I pazienti descritti nell'opera originaria erano sette, di cui due erano pazienti di Richard Bright, uno di Thomas Addison ed uno di Robert Carswell. La relazione redatta da Carswell del suo paziente fu corredata da numerose illustrazioni che aiutarono le descrizioni iniziali della malattia.
In seguito la raccolta venne pubblicata nella rivista della società Medical-Chirurgical Society Transactions.  Il documento di Hodgkin passò in gran parte inosservato, anche se Bright lo aveva citato in una pubblicazione del 1838.  Lo stesso Hodgkin non considerava il suo contributo come particolarmente significativo.
Nel 1856, Samuel Wilks descrisse, indipendentemente, una serie di pazienti con la stessa malattia che Hodgkin aveva descritto in precedenza. Wilks, successore di Hodgkin all'Ospedale di Guy, inizialmente non era al corrente del precedente lavoro di Hodgkin sul tema. Nel 1865 Wilks pubblicò un secondo documento intitolato "Casi di allargamento delle ghiandole linfatiche e della milza", in cui chiamò la condizione descritta come "malattia di Hodgkin" in onore del suo predecessore.
I campioni dei tessuti dei sette pazienti di Hodgkin rimasero negli ospedali di Guy per diversi anni. Quasi un secolo dopo la pubblicazione iniziale, un riesame istopatologico ha confermato il linfoma di Hodgkin solo in tre dei sette pazienti. I rimanenti casi comprendevano il linfoma non-Hodgkin, la tubercolosi e la sifilide.

### Le prime definizioni microscopiche del Linfoma di Hodgkin
Nel 1872 Theodor Langhans e W.S. Greenfield nel 1878 pubblicarono i primi lavori che descrissero la patologia da un punto di vista microscopico. Essi furono i primi a distinguere degli aspetti morfologici unici nel linfoma di Hodgkin.
Solo in seguito, nel 1898 con Carl Sternberg e nel 1902 con Dorothy Reed vennero pubblicate in maniera indipendente le caratteristiche citogenetiche delle cellule maligne tipiche del linfoma di Hodgkin, altresì denominate cellule di Reed-Sernberg.
Il linfoma di Hodgkin è stato uno dei primi tumori ad essere trattato con la radioterapia e, più tardi, con la chemioterapia combinata.

## Epidemiologia
Nessun dato
     meno di 1.8
     1.8–3.6
     3.6–5.4
     5.4–7.2
     7.2–9
     9–10.8
     10.8–12.6
     12.6–14.4
     14.4–16.2
     16.2–18
     18–19.8
     più di 19.8

Decessi per linfomi e mieloma multiplo per 100000 individui nel 2004
Nessun dato
meno di 1.8
1.8–3.6
3.6–5.4
5.4–7.2
7.2–9
9–10.8
10.8–12.6
12.6–14.4
14.4–16.2
16.2–18
18–19.8
più di 19.8

Si manifestano 7 500−8000 nuovi casi all'anno, la cui incidenza si attesta su 3 casi su 100000 nei paesi occidentali. Nei soli USA rappresenta lo 0,7% di tutte le forme tumorali maligne presenti, arrivando a livello mondiale a raggiungere l'1%. Rispetto all'età anagrafica l'incidenza è bassa se si considerano persone troppo giovani (minori di 10 anni) o anziani (maggiori di 60 anni) mentre il picco di manifestazioni la si ritrova verso il secondo-quarto decennio di vita, ed è stata valutata una maggiore preponderanza verso l'uomo rispetto alla donna per quanto riguarda tale manifestazione. Fattori socio-economici incidono molto in quanto nei paesi in via di sviluppo l'età di maggiore incidenza diminuisce notevolmente, portandosi ad uno sviluppo anche prima dei venti anni.
Per quanto riguarda la mortalità calcolata per anno è di circa 0,4 per ogni 100000 donne e leggermente più alta negli uomini 0,6 sempre per ogni 100000 uomini.

### Fattori di rischio
Esistono fattori genetici e fattori infettivi che predispongono alla nascita di tale neoplasia, mentre in precedenza si credeva potesse essere collegato anche ad attività svolte dall'individuo:
- I fattori genetici riguardano l'aumento della possibilità di contrazione della neoplasia se presente un membro familiare con tale tumore;
- I fattori infettivi riguardano alcuni tipi di virus come l'Epstein-Barr, di cui il rapporto con il linfoma di Hodgkin è oggetto di studi. Altra infezione riguarda i pazienti con HIV.[22]

## Tipologia
Caratteristica è la proliferazione di due possibili cloni di cellule, a seconda della forma istologica di malattia, con caratteristiche citologiche maligne: le cellule di Reed-Sternberg (Immunofenotipo CD45-, CD15+, CD30+, EMA-, CD40+), e le cellule del linfoma di Hodgkin (Immunofenotipo CD45+, CD15-, CD30-, EMA+, CD40+, assenza di marcatori associati ai linfociti T).
La prima suddivisione del linfoma è stato effettuato nel 1944 da Jackson e Parker, suddividendolo in tre forme (granuloma, sarcoma e paragranuloma), sviluppata poi nel 1966 da altri studiosi, Lukes, Butler e Hicks.
L'Organizzazione Mondiale della Sanità ha posto una classificazione secondo cui esistono tre forme:
- Linfoma di Hodgkin con prevalenza linfocitaria nodulare;
- Linfoma di Hodgkin classico, ovvero rientrano in tale definizione le altre quattro forme del tumore (deplezione linfocitaria, cellularità mista, sclerosi nodulare e varietà ricca di linfociti[26];
- Linfoma di Hodgkin inclassificabile (che non rientra con certezza in una delle altre classificazioni).

Rye, invece propose una classificazione, in voga per molto tempo, soltanto per quanto riguarda i quadri possibili:
- Predominanza linfocitaria (nodulare e diffusa);
- Sclerosi nodulare;
- Cellularità mista;
- Deplezione linfocitaria.

### Stadiazione
Secondo il sistema di Ann Arbor abbiamo:
- Stadio I: Il tumore in questa fase si ritrova solo in un'unica sede linfatica o in un solo organo extra-linfatico (stadio Ie);
- Stadio II: La massa tumorale invade due o anche più regioni linfatiche riguardanti lo stesso lato del diaframma. Possono essere interessate altre sedi linfonodali. Se è interessato un organo extra-linfatico si definisce stadio IIe;
- Stadio III: La neoplasia si estende sia sopra che sotto il diaframma. Tale stadio viene suddiviso in III1 (coinvolgimento dei linfonodi sopra i vasi renali come gli ilari, i celiaci e i portali), III2 (coinvolgimento dei linfonodi inferiori come i para-aortici, gli iliaci e i pelvici), IIIe (coinvolgimento di un organo extra-linfatico) e IIIs (coinvolgimento della milza);
- Stadio IV: Tumore diffuso al midollo osseo, al fegato o a più di due organi extra-linfatici.

Ogni stadio è sottoclassificato in:
- A: in assenza sintomi;
- B: se accompagnato dalla triade febbre, sudorazione notturna ricorrente e calo di peso di almeno il 10% in 6 mesi.

## Eziologia
Dopo molti anni di studio e anche l'ottima prognosi nella maggior parte dei casi non si è compreso come in realtà possa manifestarsi questa malattia, mentre osservando il quadro biologico si pensa ad un'anomalia derivante del sistema immunitario osservando invece la situazione epidemiologica si constata una natura virale.

## Sintomatologia
Fra i sintomi e i segni clinici che si possono riscontrare ritroviamo la comparsa di una linfoadenopatia superficiale con ingrossamenti importanti e persistenti, non riconducibili ad altre cause allergico-infettive. È presente febbre nelle forme continua, remittente o ciclica, ovvero la cosiddetta febbre di Pel-Ebstein, che recentemente è stata dimostrata manifestarsi soprattutto nella fase avanzata della malattia. Inoltre si assiste a prurito, calo ponderale, astenia, sudorazione soprattutto durante la notte che porta la persona a svegliarsi durante il sonno. Dolore diffuso per colpa della vasodilatazione che porta al rilascio di istamina. Nella forma nodulare, tipica è la tosse. Il quadro sintomatico inoltre cambia a seconda dell'età della persona.

## Terapia
Negli ultimi anni si sono effettuati studi che hanno portato a nuove conoscenze mediche e nel 1970 si è data una nuova impostazione della combinazione polichemioterapica MOPP.
Per prassi comune si effettuava in passato la radioterapia per quanto riguarda gli stadi I, II e III, mentre per gli altri si usava la chemioterapia, ma questo avveniva dopo procedure diagnostiche invasive e per evitarle si è deciso di utilizzare la chemioterapia anche per gli altri stadi. Inoltre si stanno provando altre strade con studi scientifici:
RadioterapiaIl linfoma di Hodgkin ben risponde all'uso della radioterapia, essa prevede: l'uso della radioterapia con acceleratori lineari (pratica introdotta nel 1962) o in alternativa la telecobaltoterapia tramite irradiazione dai campi sovrapposti, dopo che si sono protetti gli organi vitali. Le dosi sono di 40-45 Gy.
ChemioterapiaIn special modo si utilizzano le ABV, ABVD e MOPP in alternanza che come trattamento ibrido, infatti la monochemioterapia non viene utilizzata perché non fornisce risultati soddisfacenti. Recentemente si sta raffrontando l'uso delle forme conosciute con la Stanford V.
Nel protocollo ABVD sono presenti:
- Adriamicina;
- Bleomicina;
- Vinblastina;
- Dacarbazina.

Da utilizzare per 3-4 cicli insieme alla radioterapia a basse dosi (28-36 Gy) negli stadi iniziali (1 e 2A) Negli stadi avanzati invece si usano 6 cicli.
Nel protocollo MOPP sono presenti:
- Mecloretamina;
- Vincristina;
- Procarbazina;
- Prednisone.

Esiste anche lo schema BEACOPP.
Esiste anche lo schema IGEV

### Esempio di schema terapeutico (secondo il gruppo di studio germanico sui linfomi di Hodgkin)
Avviene inizialmente la stratificazione del rischio secondo lo stadio Ann-Arbor (v. sopra) e la presenza di fattori di rischio quali: a) elevata VES; b) almeno 3 linfonodi colpiti; c) grosso linfonodo neoplastico nel mediastino (> 1/3 del diametro). A dipendenza di ciò, si differenziano 3 categorie:
1. Early stage (stadio I e II, senza fattori di rischio): protocollo chemoterapeutico ABVD + radioterapia con 20Gy.
2. Intermediate stage (stadio I e IIa, con almeno un fattore di rischio): protocollo chemoterapeutico ABVD + BEACOPP (compreso G-CSF) + radioterapia con 30Gy.
3. Advanced disease (Stadio IIb con tumore nel mediastino e stadio III o IV): protocollo BEACOPP (compreso G-CSF) + radioterapia.

### Trapianto con cellule staminali
Sotto sperimentazioni cliniche, si utilizza solo se la chemioterapia non ha portato a risultati soddisfacenti, comporta per il momento un'elevata tossicità.

### Altre terapie
Sono ancora in decorso l'esatto inquadramento di anticorpi anti-CD20 (Rituximab) e l'impiego dell'immunotossina SGN-35.

## Prognosi
Per valutare una corretta prognosi bisogna valutare alcuni aspetti fra cui la presenza di determinati sintomi e presenza contemporanea di altre malattie, anche l'età svolge un ruolo importante dove in caso che sia avanzata mostra una prognosi più infausta. In totale nel 1998, sono stati valutati 7 criteri che variano la prognosi. In generale si considera una malattia con ottime probabilità di sopravvivenza (85% dei casi circa).
In generale si può affermare che il tipo non classico e la variante a predominanza linfocitaria del classico sono a prognosi migliore. La prognosi peggiora gradualmente andando verso la cellularità mista e poi alla deplezione cellulare. La variante a sclerosi nodulare ha prognosi variabile, peggiora tanto maggiore è il numero di cellule di Reed-Sternberg.

### Recidive
Ricadute delle persone che erano affette da questo tumore si sono avute entro tre anni dalla fine della terapia, le zone colpite sono quelle inizialmente interessate nella quasi totalità dei casi, la percentuale dei casi si aggira intorno al 25%.